# Duilius tamaricisola
Duilius tamaricisola är en insektsart som först beskrevs av Dubovskii 1966.  Duilius tamaricisola ingår i släktet Duilius och familjen kilstritar. Inga underarter finns listade i Catalogue of Life.